# San Pedro Naranjestil
San Pedro Naranjestil är en ort i Mexiko.   Den ligger i kommunen Aquila och delstaten Michoacán de Ocampo, i den södra delen av landet, 400 km väster om huvudstaden Mexico City. San Pedro Naranjestil ligger 610 meter över havet och antalet invånare är 632.
Terrängen runt San Pedro Naranjestil är lite bergig, och sluttar söderut. Runt San Pedro Naranjestil är det glesbefolkat, med 8 invånare per kvadratkilometer. San Pedro Naranjestil är det största samhället i trakten. I omgivningarna runt San Pedro Naranjestil växer huvudsakligen savannskog.